# Aurachtal

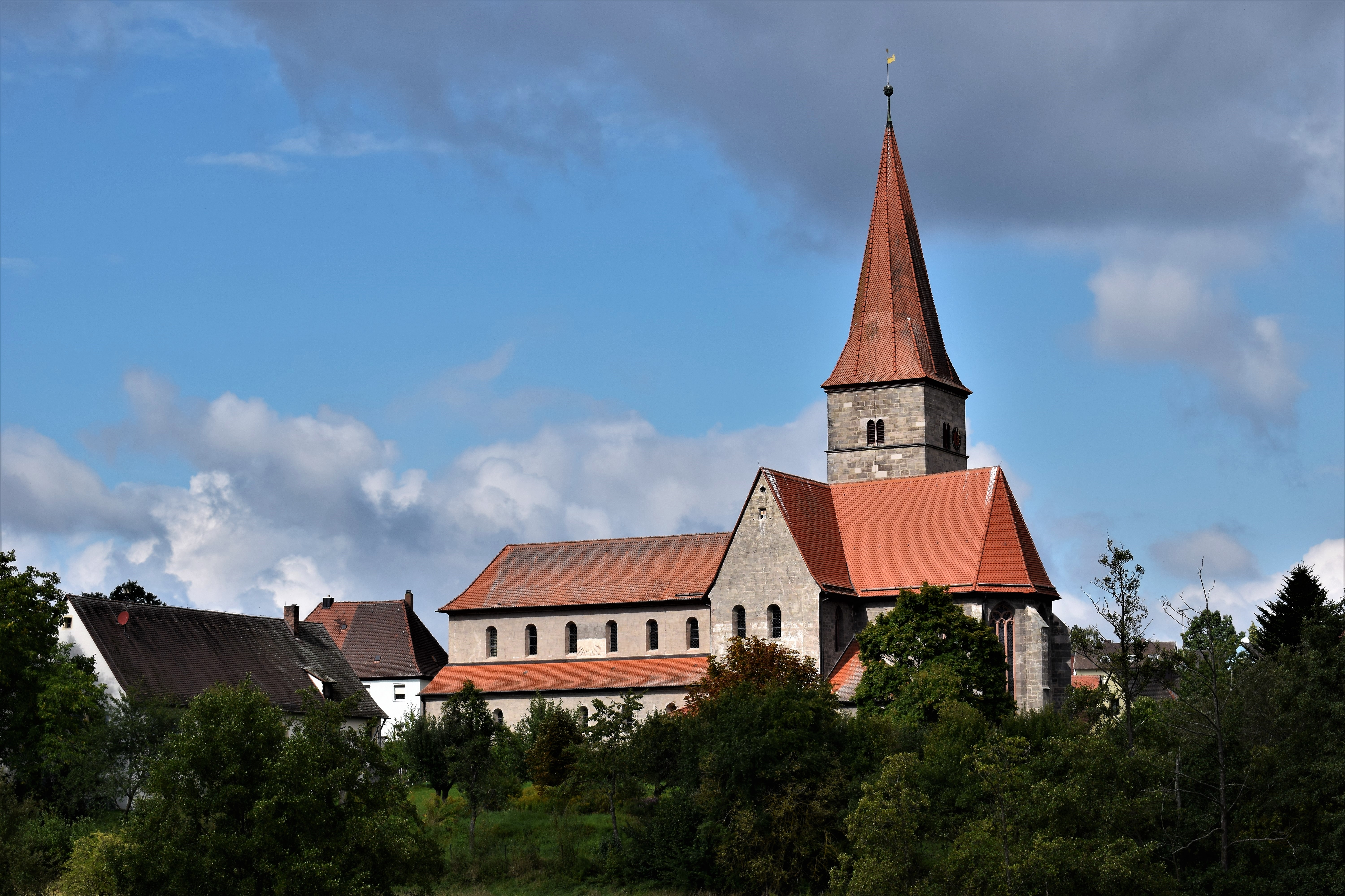
Die Kirche des ehemaligen Benediktinerklosters aus südöstlicher Blickrichtung

Aurachtal  ist eine Gemeinde im mittelfränkischen Landkreis Erlangen-Höchstadt in Bayern. Sie entstand bei der Gemeindegebietsreform durch Zusammenlegung mehrerer Orte.

## Geographie

### Lage
Die Gemeinde liegt im Tal der Mittleren Aurach westlich von Herzogenaurach.

### Nachbargemeinden
Nachbargemeinden sind im Uhrzeigersinn im Norden beginnend Weisendorf, Herzogenaurach, Emskirchen und Oberreichenbach.

### Gemeindegliederung
Die Gemeinde Aurachtal hat neun Gemeindeteile:
- Dörflas (Dorf)
- Falkendorf (Dorf)
- Hessenmühle (Einöde)
- Lenkershof (Einöde)
- Lenzenmühle (Einöde)
- Münchaurach (Pfarrdorf)
- Nankenhof (Weiler)
- Neundorf (Dorf)
- Unterreichenbach (Dorf)

Es gibt die Gemarkungen Falkendorf, Münchaurach, Neundorf und Unterreichenbach (nur Gemarkungsteil 0).

## Geschichte

### Gemeindefusion
Im Zuge der Gebietsreform in Bayern wurde die Gemeinde Aurachtal am 1. Januar 1972 aus den Gemeinden Falkendorf, Münchaurach und Unterreichenbach (teilweise) gebildet und hat den Namen Aurachtal angenommen. Am 1. Mai 1978 kam Neundorf hinzu. Gleichzeitig wurde ein Gebiet (Dondörflein, Eckenmühle) mit damals etwa 50 Einwohnern an die Stadt Herzogenaurach abgetreten.

### Frühe Geschichte
Das Benediktinerkloster Münchaurach wurde 1128 von Bischof Otto von Bamberg (1102 bis 1139) geweiht und 1528 von den Markgrafen von Brandenburg-Bayreuth aufgehoben. Während des Dreißigjährigen Krieges wurde Münchaurach wie andere Orte der Region im November 1631 von einer plündernden Raubschar überfallen. Das gesamte heutige Gemeindegebiet lag im Bereich des Amtes Münchaurach des 1792 preußisch gewordenen Fürstentums Bayreuth und ab 1500 auch im Fränkischen Reichskreis. Im Frieden von Tilsit 1807 fiel es mit dem Fürstentum an Frankreich und kam 1810 zum Königreich Bayern.

## Politik

### Gemeinderat
Der Gemeinderat hat 16 Mitglieder (bis 2020 noch 14 Mitglieder) zuzüglich des ersten Bürgermeisters.
|      | ÜWB (überparteilicher Wählerblock Aurachtal) | CSU (Christlich-Soziale Union) | WGA (Wählergemeinschaft Aurachtal) | Gesamt   |
| 2020 | 10                                           | 4                              | 2                                  | 16 Sitze |
| 2014 | 7                                            | 4                              | 3                                  | 14 Sitze |

(Stand: Kommunalwahl am 15. März 2020)

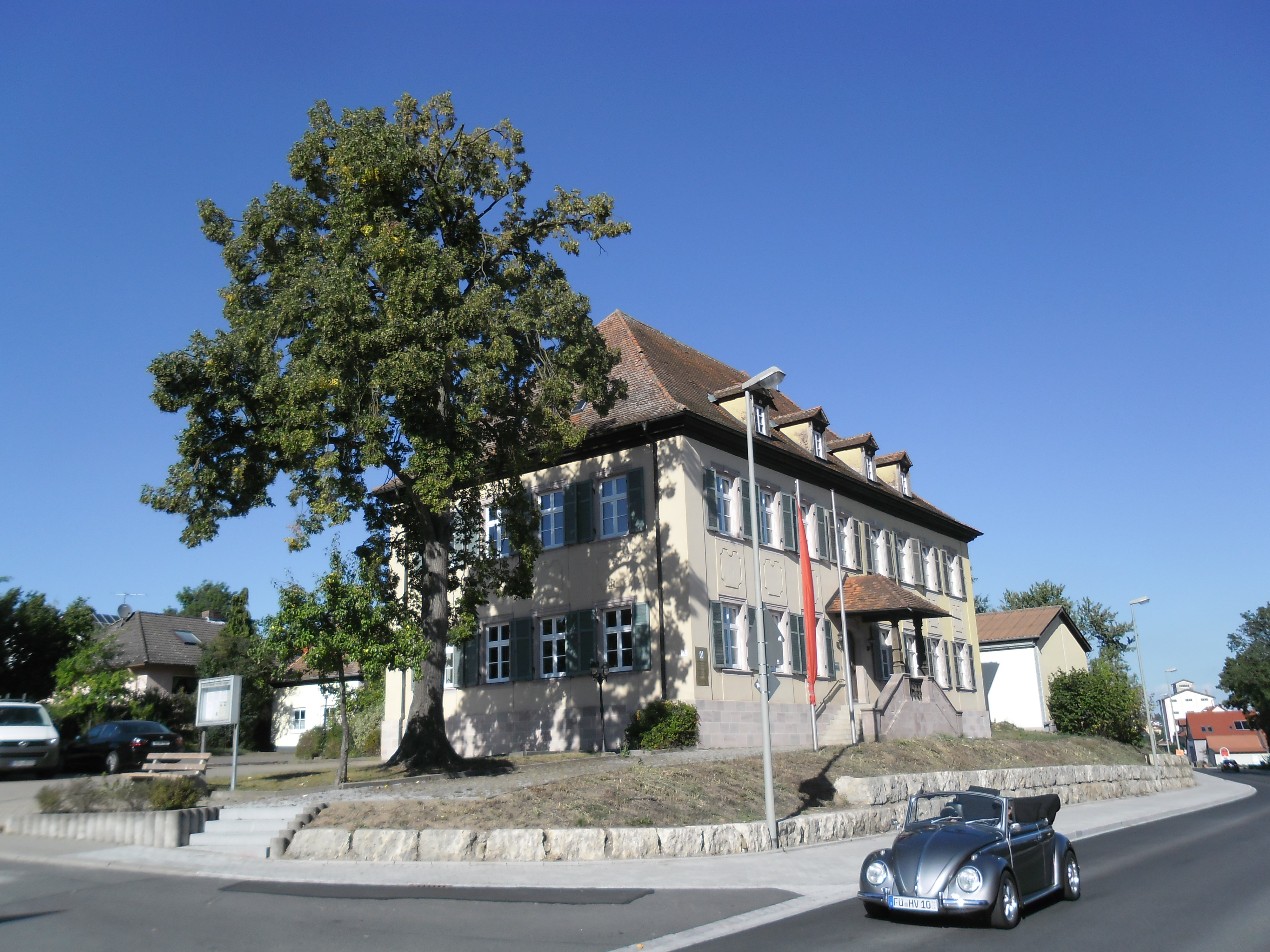
Das Gebäude der Gemeindeverwaltung

### Bürgermeister
Klaus Schumann (Überparteilicher Wählerblock Aurachtal) wurde am 15. März 2020 mit 82,5 % der Stimmen wiedergewählt.

### Wappen und Flagge
Wappen
| Wappen von Aurachtal | Blasonierung: „Über von Silber und Schwarz geviertem Wellenschildfuß in Grün unter einem silbernen Falkenkopf zwei schräg gekreuzte goldene Schlüssel.“ |
| Wappen von Aurachtal | Wappenbegründung: Die Gemeinde Aurachtal besteht seit 1978 aus den ehemals selbstständigen Gemeinden Münchaurach, Falkendorf, Neundorf und Unterreichenbach. Die beiden Schlüssel erinnern an das Benediktinerkloster Münchaurach. Auf die Territorialherrschaft der Markgrafen weist die Zollernvierung. Der Falkenkopf steht redend für den Ort Falkendorf. Der Wellenschildfuß stellt die Lage der Gemeinde im Aurachtal dar und steht zugleich redend für den Ortsnamen. Die grüne Tingierung des Schildes weist auf den landwirtschaftlichen Charakter des Gemeindegebietes. Das Wappen wurde 1983 von Karl Haas entworfen. Seit 1984 führt die Gemeinde dieses Wappen. |

Flagge
Die Gemeindeflagge ist gelb-grün.

### Gemeindepartnerschaften
- Eine Gemeindepartnerschaft besteht seit 1975 mit Reichenfels in Kärnten.

## Baudenkmäler

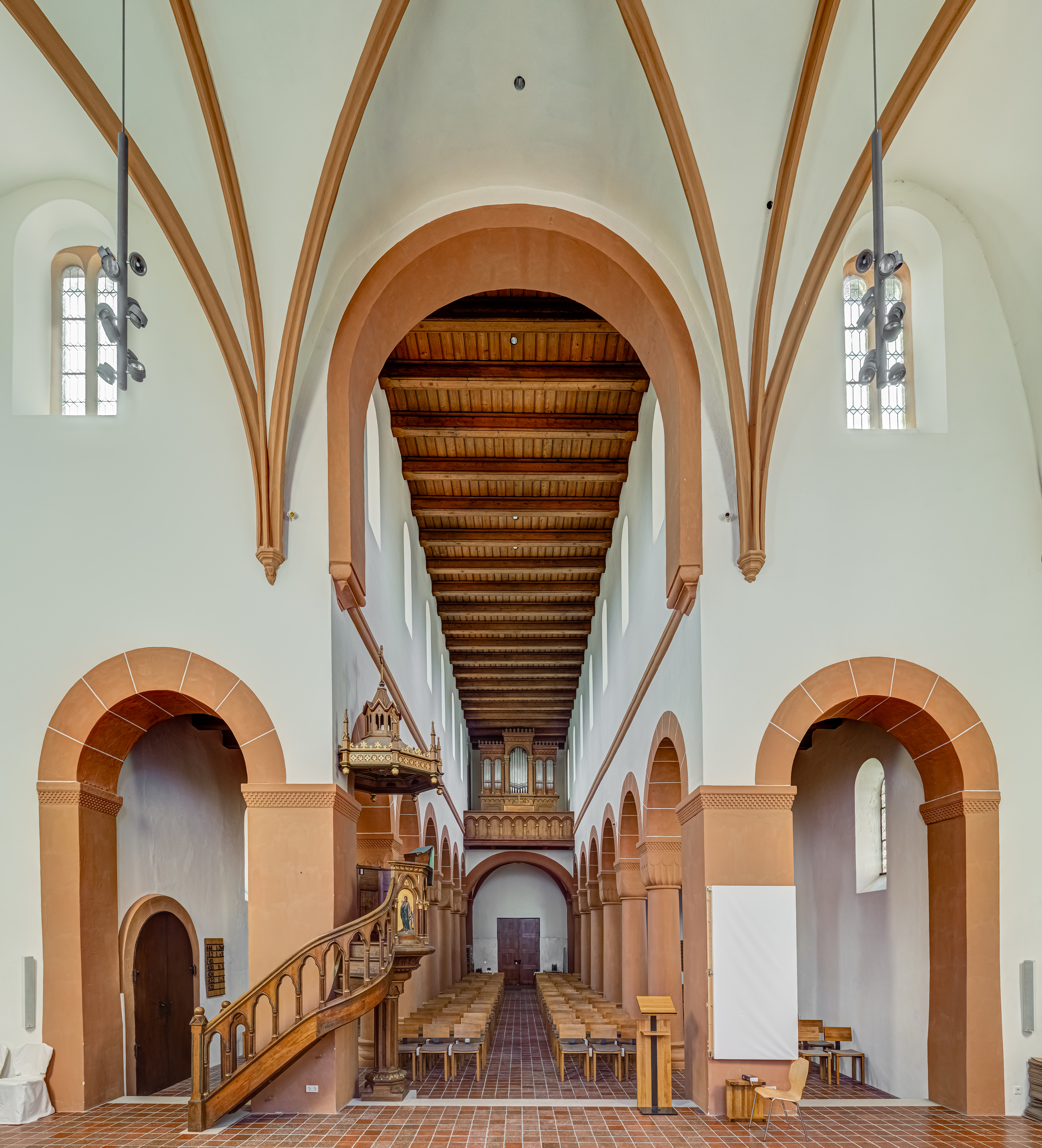
Der Kircheninnenraum des ehemaligen Benediktinerklosters „St. Peter und Paul“

Sehenswert ist die ehemalige Klosteranlage in Münchaurach, die zwischen 1123 und 1139 als romanische Basilika errichtet wurde.

## Persönlichkeiten
- Hiltegund von Münchaurach, Lokal-Heilige aus dem 12. Jahrhundert
- Johann Jakob Palm (1750–1826), in Münchaurach gestorbener deutscher Buchhändler
- Georg Ludwig Lehnes (1799–1849), in Neundorf geborener deutscher Archivschreiber und Heimatforscher
- Michael Kreß (1843–1929), in Falkendorf geborener fränkischer Landwirt, Bürgermeister und Volksdichter
- Emil Iwanow (* 1970), an der Erforschung der Geschichte des Klosters Münchaurach beteiligter bulgarischer Archäologe